# Чаплинский, Даниэль
Даниэль Чаплинский (пол. Daniel Czapliński) — подстароста чигиринский, ротмистр войска польского.
Известен как враг Богдана Хмельницкого. Вступил в конфликт с Хмельницким (из-за усадьбы и женщины), что стало одним из поводов восстания на Украине, позднее получившего название Восстание Хмельницкого. В 1649 году принимал участие в осаде Збаража, участник битвы под Берестечком в 1651 году. Был избран депутатом в Коронный трибунал в Люблине в 1653 году.

## Вражда с Хмельницким
Начало рокового конфликта Хмельницкого и Даниэля Чаплинского было почти анекдотичным.
Французский инженер Гийом Левасер де Боплан по заданию Польского короля Владислава IV построил над Кодакским порогом на правом возвышенном берегу реки Днепр крепость Кодак, способную вместить тысячу и более человек.
К 1639 году крепость Кодак была восстановлена по проекту немецкого инженера Гектанта. Новая крепость стала в три раза больше и представляла собой квадрат со сторонами 112,5 м. По периметру квадрата тянулся наружный земляной вал с пятисторонними, выдвинутыми вперёд бастионами. Ширина вала в основании составляла 24 м, высота 7 м. С трёх сторон крепость окружал широкий сухой ров, с четвёртой — крутые, обрывистые берега Днепра. Глубина рва достигала 11 метров, ширина — 16 метров. Верх вала был усилен двумя рядами деревянного частокола.
При осмотре восстановленной крепости великим гетманом Конецпольским, Богдан Хмельницкий, на вопрос Конецпольского о неприступности крепости, якобы ответил латинской цитатой: 

«Unum facit — aliud vastat», «Что человеком создано, им же может быть разрушено»
Вот как описал эти события гадяцкий полковник Григорий Грабянка в своей летописи в 1710 году:

И в году 1639 положили над порогами город Кодак построить, немцев нанять тот город оберегать и козаков, что на порог направляются, ловить и в воду топить, потому что через них, козаков, ляхам не раз приходилось лихо терпеть, но уже сколько царь турецкий на козаков королю жаловался, что они в Чёрное море выходят и турецкие города и сёла разоряют. Но и это не всё. Гетман Конецпольський войско польское и немцев-наёмников и за пороги послал, среди козаков расселил, чтобы и за малую провину их тяжело карать и волю забирать. На ту лихую годину довелось коронному гетману Конецьпольскому собственной персоною в Кодаке побывать и козаков, что были ему отрекомендованы (а промеж них и Богдан Хмельницкий), полаять, а заразом и похвастаться силою Кодака-крепости. До козаков обращаясь, он сказал: «А нравится ли вам, козаки, крепость?» Хмельницький ему ответил латинским языком: «Что руками людскими возведено, ими же и разрушено будет».— Летопись гадяцкого полковника Григория Грабянки.
Описывая реакцию Конецпольского, исторические источники расходятся. Одной из версий является следующая: фактический всесильный управитель Украины никак не отреагировал на дерзость Хмельницкого, — ведь Хмельницкий был в турецком плену вместе с Конецпольским. Кроме этого, Хмельницкий был одним из представителей казаков, которых подстрекал к войне с турками король Владислав. Чаплинский мог этого и не знать. Чаплинский, видимо желая выслужится, следующей ночью схватил Хмельницкого и отправил в Чигирин под стражей. Хмельницкий сумел освободиться и бежать, после чего отправился в Варшаву и подал королю жалобу за своевольный и оскорбительный поступок с офицером королевского войска, которым на тот момент являлся. В планы короля Владислава IV не входила ссора с казаками, — ведь он рассчитывал на их помощь в борьбе с Турцией. Король якобы приговорил в качестве дисциплинарного наказания для Чаплинского — обрезать тому один ус, и стражник Скобкевский, присланный для исполнения приговора, исполнил волю короля. После этого Чаплинский искал удобного случая отомстить.
Весной 1647 года Чаплинский совершил разбойничий наезд на Суботов и захватил все имущество Хмельницкого, скот и хлебные запасы. Слуги Чаплинского избили до полусмерти несовершеннолетнего сына Анны и Хмельницкого (по неподтвержденным сведениям его имя было Остап, хотя Грабянка в своей летописи называет имя Тимош), а прислуживающую в семье Хмельницких Мотрону (в будущем — вторую жену Хмельницкого) Даниэль (по сведениям приводимым историком Костомаровым), выкрал и женился на ней по католическому обряду.

## Образ Чаплинского в кино
- «Огнём и мечом» / «Ogniem i mieczem» (1999; Польша) режиссёр — Ежи Гоффмана, в роли старосты Чаплинского — Ежи Бончак.
- «Богдан Хмельницкий» (1941; СССР) режиссёр — Игорь Савченко, в роли Чаплинского — Ганс Клеринг.
- Гетман (2015; Украина) режиссёр — Валерий Ямбурский, в роли Чаплинского — Сергей Калантай.